# Zhong Yao

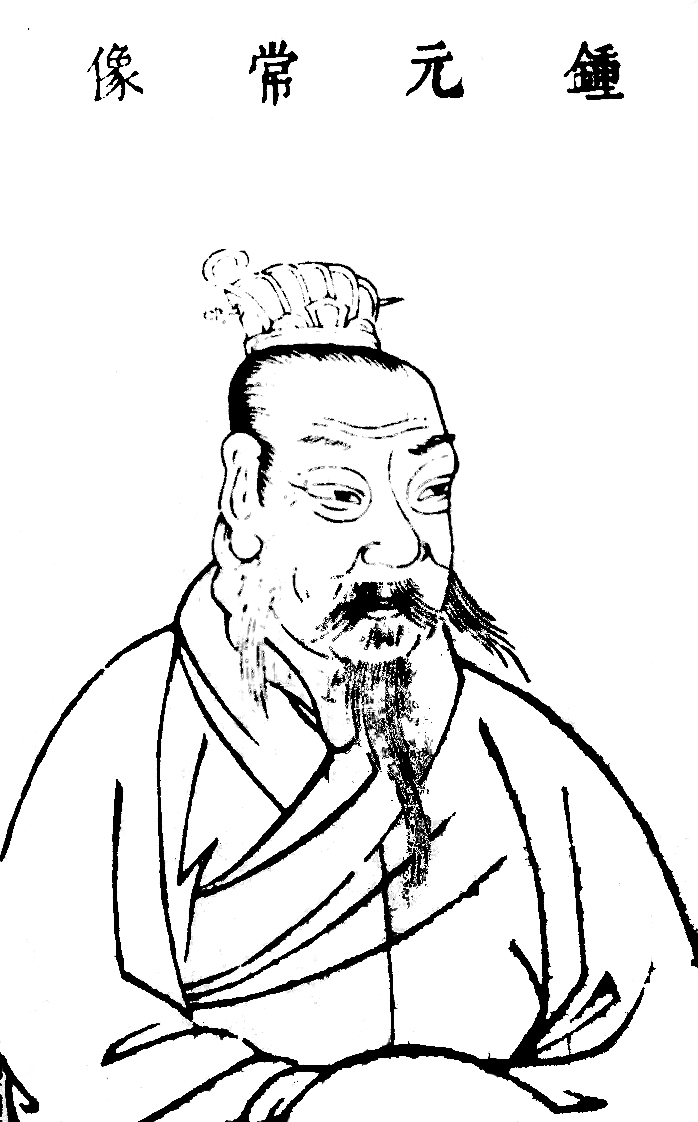
Zhong Yao

Zhong Yao (Chineesː 鍾繇), ook Zhong You (151 -230), was een minister van de Wei-dynastie. Als leerling van de bekende Cai Yong was hij ook bekend als  kalligraaf; aan hem wordt de ontwikkeling van het reguliere schrift toegeschreven.
Onder generaal Cao Cao was Zhong Yao belast met de verdediging van de stad Xi'an, maar hij verloor in een hevige veldslag tegen de aanval van zijn rivaal Ma Chao. Na de dood van Cao Cao's opvolger, keizer Cao Pi, werd Zhong Yao onder diens opvolger, keizer Cao Rui, benoemd tot grote leermeester van Wei. Zijn zoon Zhong Hui was eveneens kalligraaf en militair onder generaal Deng Ai.
- Gemeinsame Normdatei: 1162557141
- International Standard Name Identifier: 0000 0003 9683 9179
- Library of Congress Control Number: n86013041
- Nederlandse Thesaurus van Auteursnamen: 184378893
- Trove: 1439675
- Virtual International Authority File: 291848568
- WorldCat: E39PBJc3FrBdjf67WPVQKRHgrq